# Wickmere
Wickmere är en civil parish i Storbritannien.   Den ligger i grevskapet Norfolk och riksdelen England, i den sydöstra delen av landet, 170 km nordost om huvudstaden London. Antalet invånare är 158. Arean är 7,1 kvadratkilometer.
Terrängen i Wickmere är mycket platt.